# Kanakumbi, Khanapur
Kanakumbi là một làng thuộc tehsil Khanapur, huyện Belgaum, bang Karnataka, Ấn Độ.